# Stiftung Universitätsmedizin Essen
Die Stiftung Universitätsmedizin Essen wurde am 22. Juni 2006 mit Sitz in Essen gegründet. Zweck der Stiftung ist es, innovative Forschung und Lehre sowie eine über die reine medizinische Grundversorgung hinausgehende Krankenversorgung sicherzustellen.
Den Grundstock für die Stiftung haben die Gründungsprofessoren der Medizinischen Fakultät der Universität Duisburg-Essen und des Universitätsklinikum Essen durch einen persönlichen finanziellen Beitrag gelegt. Seit der Gründung konnten mehr als 6 Millionen Euro für Förderprojekte bereitgestellt werden.

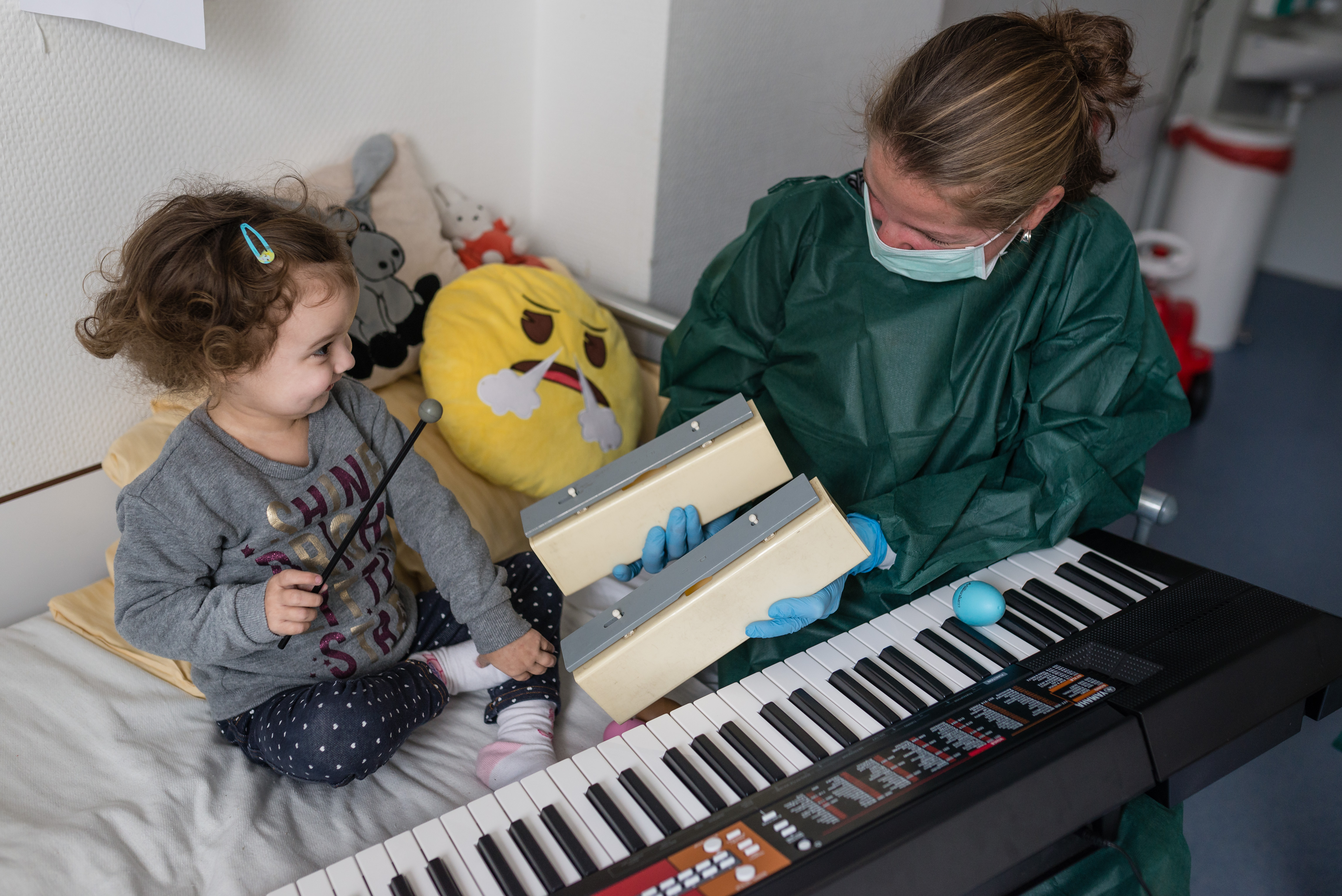
Musiktherapie für (schwerst-)kranke Kinder

## Leitung
Die Stiftung wird von einem Vorstand unter dem Vorsitz von Ulrich Radtke geleitet. Ebenfalls im Vorstand vertreten sind Ursula Felderhoff-Müser (Direktorin der Kinderklinik I des Universitätsklinikum Essen) und Thorsten Kaatze (Kaufmännischer Direktor des Universitätsklinikum Essen). Ein Kuratorium unter dem Vorsitz von Klaus Trützschler und ein wissenschaftlicher Beirat unterstützen und überwachen die Stiftungsarbeit. Geschäftsführer ist seit September 2012 Jorit Ness.

## Ziele
Ziel der Stiftung ist es, Vorhaben und Projekte umzusetzen, die über die medizinisch notwendige Grundversorgung hinausgehen. Damit soll kranken Menschen noch wirkungsvoller geholfen werden; verbesserte Forschungsbedingungen sollen helfen, Krankheiten zu heilen und Medizinstudenten sollen befähigt werden, hochqualifizierte Mediziner von morgen zu werden. Um die unterschiedlichen Projekte zu finanzieren, braucht die Stiftung Unterstützer. Durch vielfältige Spenden- und Sponsorenbeiträge konnten bereits viele kranke Menschen profitieren.

## Förderprojekte

### Krankenversorgung

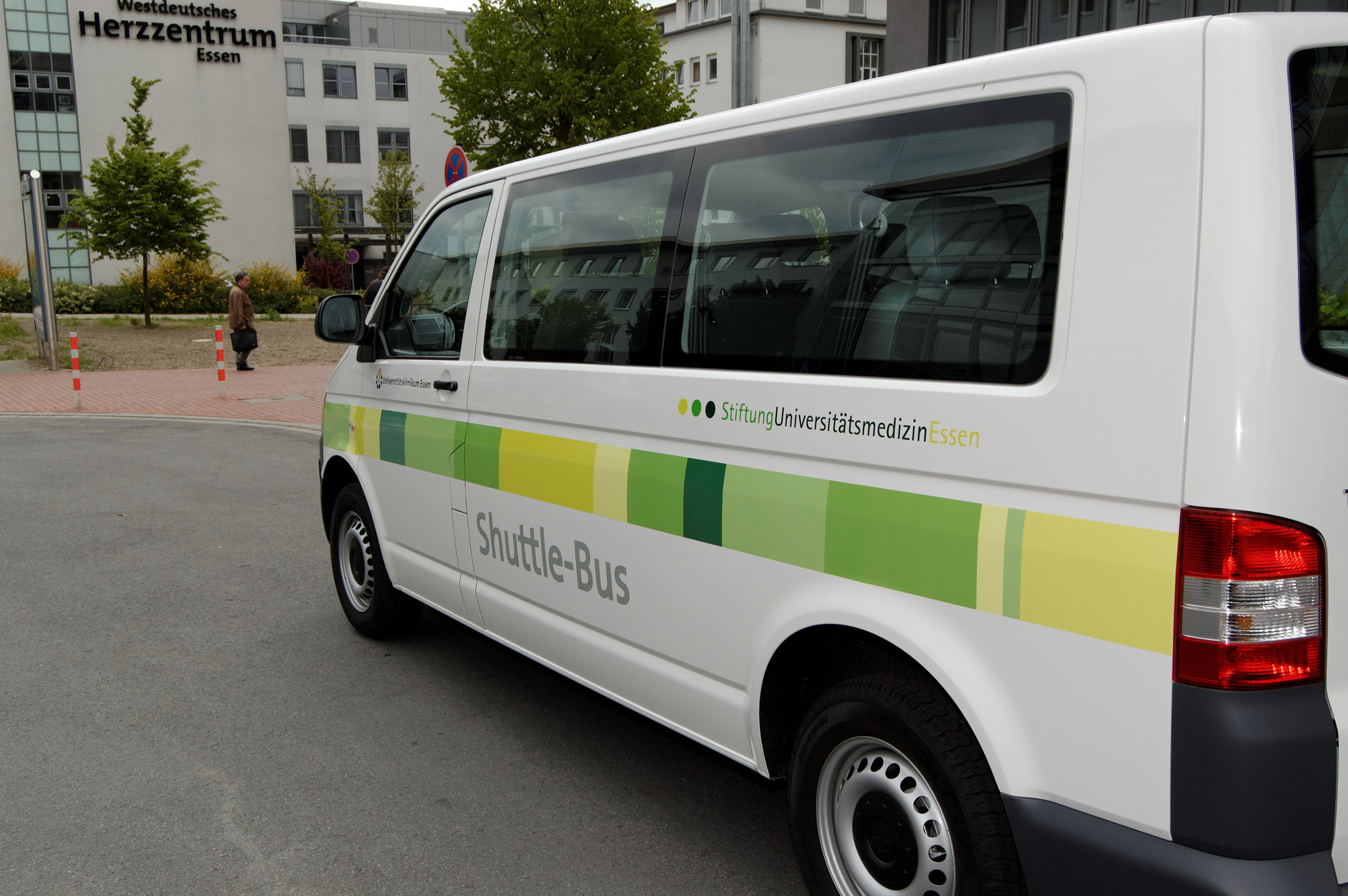
Projekt Shuttle-Bus: Ermöglicht den Patienten einen kostenfreien Transport zur Essener Universitätsklinik und den versch. Stationen oder einem ambulanten Termin

Die Stiftung unterstützt diverse Projekte im Bereich der Krankenversorgung, darunter Projekte für kranke und schwerstkranke Kinder: Besuche der Klinikclowns, Kunst- und Musiktherapieangebote, die Teilnahme am Schulunterricht vom Krankenbett aus oder "Mutmachperlen" für die kleinen Krebspatienten. Darüber hinaus fördert die Stiftung die Elternberatung „Frühstart“/Bunter Kreis, die sich für die Vor- und Nachsorge frühgeborener Kinder einsetzt. Außerdem werden Schulungen zur Pflege im häuslichen Umfeld für Familienmitglieder chronisch erkrankter Angehöriger organisiert.
Auch den Neubau der Kinderklinik am Universitätsklinikum Essen unterstützt die Stiftung: Der Neubau wird auf 10.000 Quadratmetern bis zu 150 Kindern und Jugendlichen Platz bieten und alle Disziplinen der Kinderheilkunde unter einem Dach vereinen.
Das Projekt „Innovations-OP der Zukunft: Kopf-Hals-Chirurgie 2025“, das im Zuge des HNO-Klinik-Ausbaus umgesetzt werden soll, wird durch die Stiftung mitgefördert.

### Lehre
Zur Verbesserung der Ärzte-Ausbildung fördert die Stiftung u. a. Stipendien für Studenten der Medizinischen Fakultät der Universität Duisburg-Essen. Hierbei stellt die Stiftung Universitätsmedizin seit 2008 im Rahmen des Deutschland-Stipendienprogramms Stipendien zur Verfügung. Durch das Stipendienprogramm von Bund und Ländern erhalten engagierte Studierende einen finanziellen Zuschuss in Höhe von 300 € monatlich. Hierbei wird der Förderbetrag jeweils zur Hälfte von privaten Geldgebern und durch öffentliche Mittel zur Verfügung gestellt. Daneben unterstützt die Stiftung das Simulations-Patienten-Programm, bei dem professionelle Schauspieler angehende Mediziner praxisnah auf ein eigenverantwortliches Handeln und einen empathischen Umgang mit Patienten vorbereiten.

### Forschung
Im Bereich der Forschung wird sowohl klinische als auch wissenschaftliche Grundlagenforschung gefördert. Ein Förderprojekt aus dem Bereich der Transplantationsforschung beschäftigt sich mit einer innovativen Konservierungsmethode zur Verbesserung der späteren Funktionsfähigkeit von Spenderlebern bei Organtransplantationen. Ein weiteres Forschungsprojekt, das die Stiftung unterstützt, ist eine Studie zur Knochengesundheit bei Kindern mit Krebserkrankung, um das Risiko von Spätfolgen bei der Krebstherapie von Kindern zu minimieren. Darüber hinaus engagiert sich die Stiftung im Rahmen einer Studie zur Früherkennung von Demenzprozessen. Ziel der Studie ist es, die kognitive Leistungsfähigkeit der Betroffenen zu stabilisieren und zu verbessern.

## Veranstaltungen und Aktivitäten

### Essener Vorsorgeveranstaltung
Seit 2014 lädt die Stiftung einmal jährlich zur Essener Vorsorgeveranstaltung ein. Die Besucher erhalten Informationen zu den Themen Patientenverfügung, Vorsorgevollmacht und Testament.

### Notfall-Ausweis
Zur Verbesserung der Versorgung in Notfällen hat die Stiftung im November 2014 mit lokalen Kooperationspartnern einen Notfall-Ausweis herausgegeben, der auch über Essen hinaus zum Einsatz kommt.

### Medizinpreis
Im Jahr 2013 hat die Stiftung einen Medizinpreis in den Kategorien Forschung, Lehre und Krankenversorgung ins Leben gerufen, der alle zwei Jahre an innovative Projekte der Universitätsmedizin Essen verliehen wird. Das Preisgeld beläuft sich kumuliert in den ersten beiden Jahren auf 300.000 Euro. Bisher wurden 13 Projekte ausgezeichnet, die einen wichtigen Beitrag über die medizinische Grundversorgung hinaus leisten.

### Hermann-Seippel-Preis – Deutscher Forschungspreis für Kinderheilkunde
Ziel des deutschlandweit ausgeschriebenen Forschungspreises ist es, Krankheiten von Kindern und Jugendlichen nachhaltig zu bekämpfen, die Lebensbedingungen der kleinen Patienten zu verbessern und, wo möglich, Leben zu retten, indem noch bessere Forschungsbedingungen in der Kinderheilkunde geschaffen werden. Der Preis richtet sich an Forscher Medizinischer Fakultäten und setzt sich für eine Forschungsvernetzung ein.
- Insgesamt 1 Mio. Euro für die Forschung im Bereich Kinderheilkunde
- Bereitstellung von je 200.000 Euro im zweijährigen Zyklus bis 2026
- Schirmherrschaft: Arzt und Kabarettist Eckart von Hirschhausen